# Yoshie Shiratori
Yoshie Shiratori (jap. 白鳥 由栄 Shiratori Yoshie; ur. 31 lipca 1907, zm. 24 lutego 1979)  – obywatel Japonii, urodzony w Prefekturze Aomori. Zasłynął z czterokrotnej ucieczki z zakładów karnych, w tym więzienia w Abashiri, z którego uciekł jako jedyny w historii zakładu. 

## Młodość
Shiratori pracował w młodości na roli, przez jakiś czas był zatrudniony w sklepie z tofu, a później pracował przy poławianiu krabów jako rybak. Z powodu częstych zmian miejsc pracy, zaczął kraść i uzależnił się od hazardu.

## W więzieniach

### Aomori
W 1936 próbował obrabować pewną osobę. W zamieszaniu wywołanym tą próbą wspomniany człowiek zginął, co spowodowało aresztowanie Shiratoriego pod zarzutami rabunku i morderstwa. W oczekiwaniu na wyrok umieszczono go w więzieniu w Aomori, z którego uciekł trzy lata później. Trzy dni po ucieczce został przyłapany na próbie kradzieży zaopatrzenia szpitala i oddany w ręce policji przez tamtejszy personel. Shiratori został ponownie umieszczony w więzieniu w Aomori i skazany na dożywocie.

### Akita
W 1942 roku został przeniesiony do więzienia w Akicie, z którego uciekł w nocy 15 czerwca 1942 roku przez okno znajdujące się na suficie. Do ucieczki przygotowywał się przez osiem miesięcy. Co noc otwierał swoje kajdanki kawałkiem drutu, ćwiczył wspinanie się po ścianach celi i poluźniał kraty w oknie. Po każdym razie zakładał kajdanki z powrotem. Podczas ucieczki szukał schronienia u pewnego policjanta, jedynej osoby w więzieniu w Aomori, która okazywała mu życzliwość. Shiratori został przez niego oddany w ręce władz.

### Abashiri

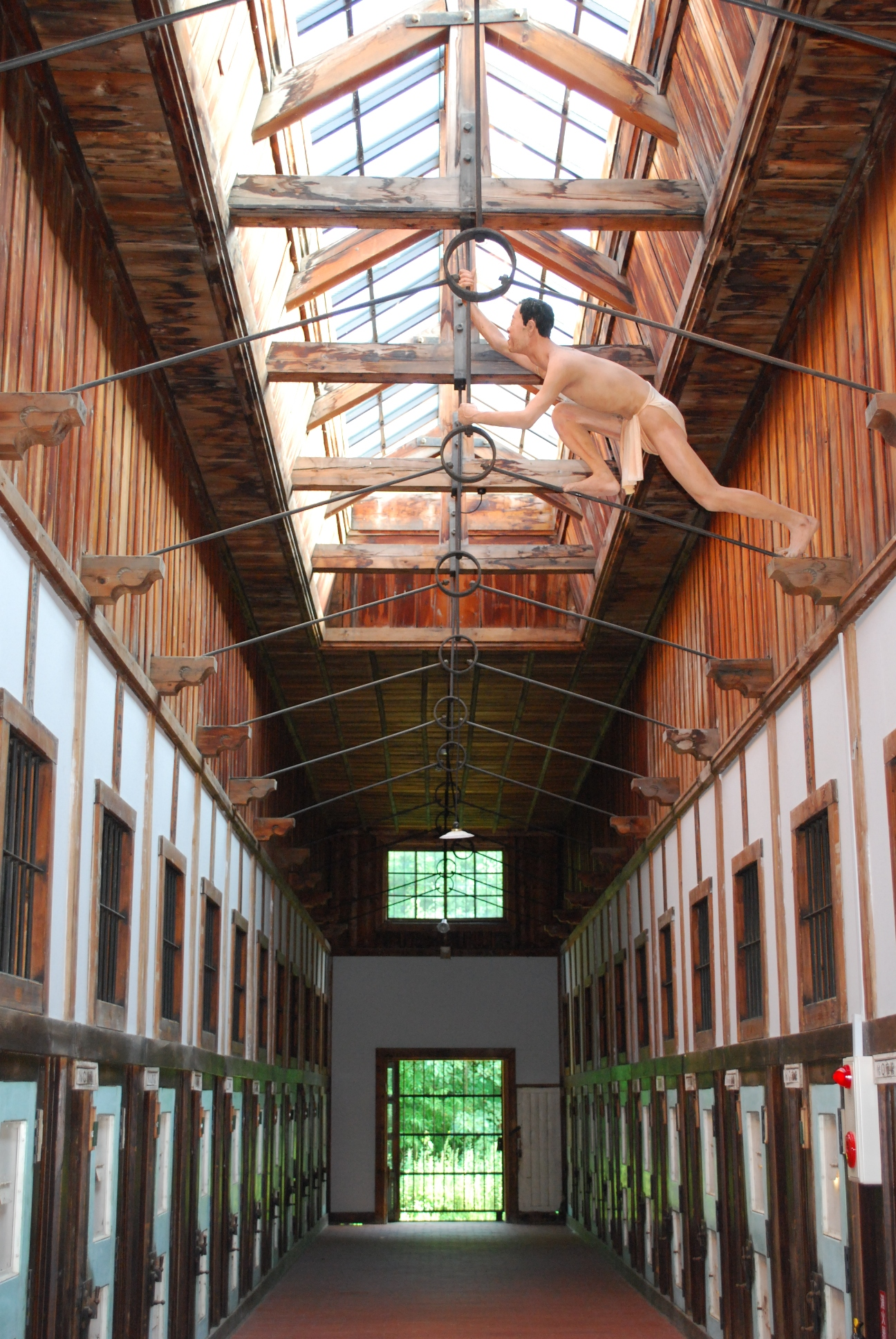
Rzeźba znajdująca się w Muzeum Więzienia Abashiri przedstawiająca ucieczkę Yoshie Shiratoriego z więzienia w Abashiri.

Niedługo później znalazł się w więzieniu w Abashiri. Więźniowie codziennie otrzymywali tam porcję miso-shiru. Shiratori za każdym razem opluwał zupą dolną część drzwi swojej celi, co powodowało stopniowe rdzewienie metalowej futryny. 26 sierpnia 1944 roku podczas zaciemnienia spowodowanego działaniami wojennymi przemieścił stawy barkowe i wydostał się z celi przez wypaczony otwór w drzwiach, służący do podawania jedzenia.

### Sapporo
Niedługo po swojej ucieczce z więzienia w Abashiri został po raz kolejny złapany. Sąd w Sapporo skazał go na karę śmierci. Został umieszczony w celi zaprojektowanej tak, aby ucieczka przez okno lub otwór w drzwiach była niemożliwa. Przebywając w celi nie był zakuty w kajdanki, natomiast przypisano mu sześciu uzbrojonych strażników. Yoshie Shiratori uciekł z więzienia w Sapporo w 1947 roku. Swoją ucieczkę przygotował przemieszczając deski w podłodze, a później kopiąc tunel w ziemi za pomocą miski. Dla niepoznaki wejście do tunelu przykrywał swoim posłaniem.

## W mediach
- Akira Yoshimura stworzył powieść opartą na historii Shiratoriego pod tytułem Hagoku.

- Golden Kamuy to manga napisana i zilustrowana przez Satoru Nodę. Została zaadaptowana na anime w 2018. Występująca w historii postać, Yoshitake Shiraishi, była wzorowana na Shiratorim[5].